# Wiz Khalifa/Auszeichnungen für Musikverkäufe

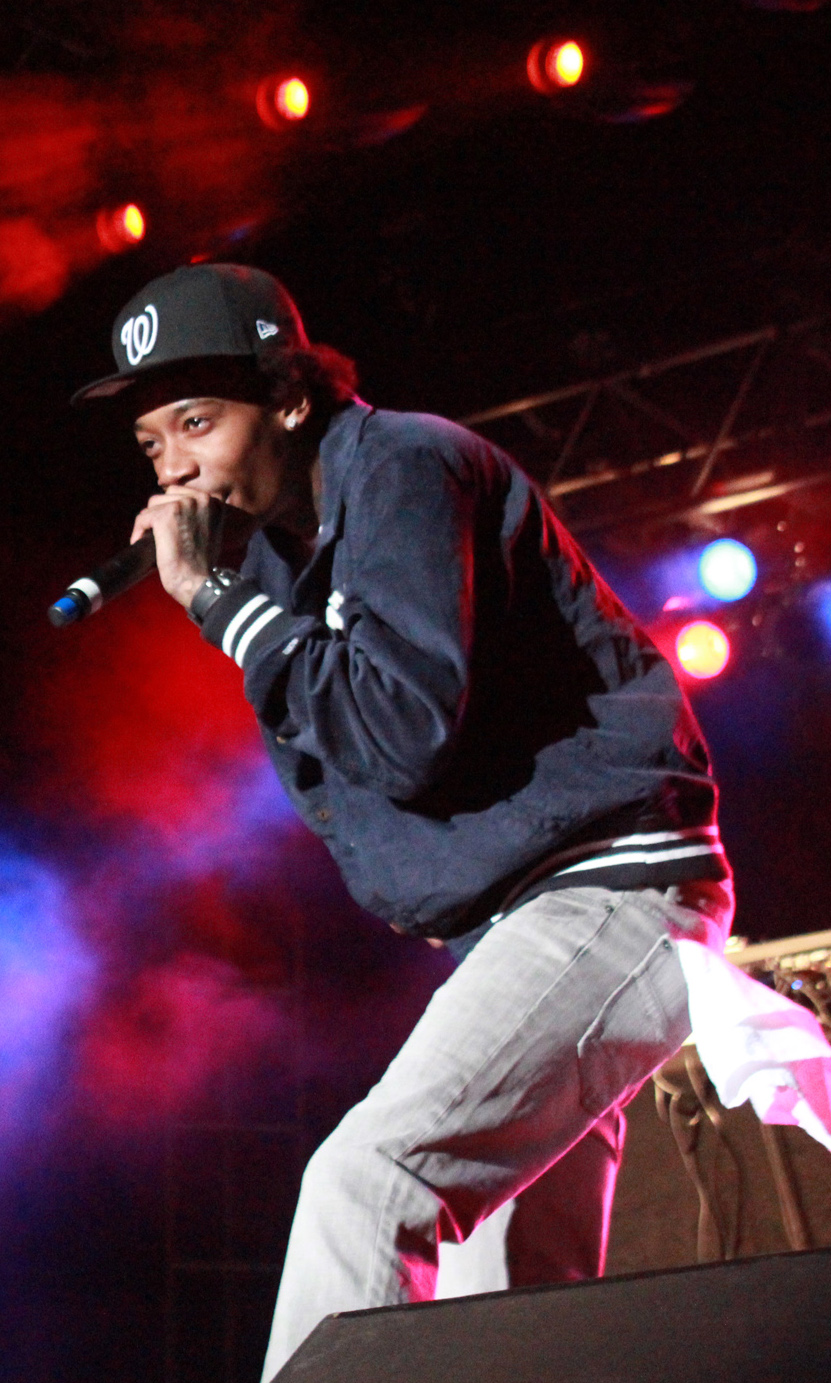
Wiz Khalifa (2011)

Dies ist eine Übersicht über die Auszeichnungen für Musikverkäufe des US-amerikanischen Rappers Wiz Khalifa. Die Auszeichnungen finden sich nach ihrer Art (Gold, Platin usw.), nach Staaten getrennt in chronologischer Reihenfolge, geordnet sowie nach den Tonträgern selbst, ebenfalls in chronologischer Reihenfolge, getrennt nach Medium (Alben, Singles usw.), wieder.

## Auszeichnungen
| - Vereinigtes Königreich - 2020: für das Album Rolling Papers - 2021: für die Single Till I’m Gone - 2021: für die Single We Dem Boyz - 2024: für die Single The Thrill - 2024: für die Single 23 - 2025: für die Single 5 O’Clock - Australien - 2011: für die Single 5 O’Clock - 2013: für die Single Beat It - Belgien - 2013: für die Single Young, Wild & Free - 2016: für die Single Sucker for Pain - 2018: für die Single When I Grow Up - Brasilien - 2024: für die Single Feelin’ Myself - Dänemark - 2013: für das Streaming Black and Yellow - 2013: für die Single Young, Wild & Free - 2014: für das Streaming No Sleep - 2014: für das Streaming Feelin’ Myself - 2019: für das Album Rolling Papers - 2021: für das Album Blacc Hollywood - 2024: für die Single We Dem Boyz - 2025: für die Single The Thrill - Deutschland - 2015: für die Single Black and Yellow - 2023: für die Single 23 - Frankreich - 2015: für die Single See You Again - Italien - 2024: für die Single We Own It - 2024: für die Single Or Nah - Kanada - 2012: für die Single No Sleep - 2012: für das Album Rolling Papers - 2013: für die Single Work Hard, Play Hard - 2018: für das Album Blacc Hollywood - Mexiko - 2015: für die Single Young, Wild & Free - Neuseeland - 2016: für die Single No Sleep - 2016: für die Single Or Nah - 2019: für das Album Rolling Papers - 2020: für die Single Hopeless Romantic - Österreich - 2012: für die Single Payphone - 2014: für die Single Young, Wild & Free - Schweden - 2013: für die Single We Own It - 2015: für die Single 23 - 2015: für die Single Feelin’ Myself - Schweiz - 2011: für die Single Young, Wild & Free - 2016: für die Single Sucker For Pain - Spanien - 2024: für die Single Or Nah - Vereinigte Staaten - 2012: für die Single Say Yeah - 2016: für das Lied Medicated - 2016: für das Album Mac & Devin Go To High School - 2017: für die Single Bake Sale - 2017: für die Single Pull Up - 2019: für die Single Fr Fr - 2019: für die Single Go Hard or Go Home - 2019: für die Single Gang Up - 2019: für die Single King of Everything - 2019: für das Album Rolling Papers 2 - 2019: für das Lied Up - 2020: für das Lied Real Rich - 2020: für das Lied Indica Badu - 2021: für das Lied Taylor Gang - 2023: für das Lied On The River - 2023: für die Single High - 2024: für das Lied The Count - 2024: für das Lied KK - 2024: für das Lied Stayin Out All Night - 2025: für die Single Till I Die - Vereinigtes Königreich - 2019: für die Single We Own It | - Australien - 2011: für die Single Black and Yellow - 2016: für die Single Sucker for Pain - Brasilien - 2023: für die Single We Own It - Dänemark - 2013: für die Single Payphone - 2013: für das Streaming We Own It - 2018: für die Single Sucker for Pain - 2021: für die Single Or Nah - 2022: für die Single Black and Yellow - Deutschland - 2017: für die Single Sucker for Pain - 2018: für die Single Payphone - Frankreich - 2017: für die Single Sucker for Pain - 2022: für die Single Black and Yellow - Irland - 2015: für die Single See You Again - Italien - 2019: für die Single Black and Yellow - Japan - 2015: für die Single See You Again (Digital) - 2018: für die Single Payphone (Digital) - 2022: für das Streaming See You Again - 2025: für das Streaming Payphone - Kanada - 2012: für die Single 5 O’Clock - 2018: für die Single We Dem Boyz - Mexiko - 2015: für die Single See You Again - Neuseeland - 2015: für die Single Feelin’ Myself - 2016: für die Single We Own It - 2021: für die Single Something New - 2023: für das Album Mac & Devin Go To High School - Niederlande - 2015: für die Single See You Again - Portugal - 2019: für die Single Sucker for Pain - 2022: für die Single See You Again - Schweden - 2012: für die Single Black and Yellow - Schweiz - 2012: für die Single Payphone - Spanien - 2024: für die Single Young, Wild & Free - 2024: für die Single Sucker for Pain - Vereinigte Staaten - 2014: für die Single When I’m Gone - 2016: für die Single On My Level - 2016: für das Album O.N.I.F.C. - 2016: für die Single Remember You - 2019: für das Album Blacc Hollywood - 2019: für die Single Shell Shocked - 2019: für die Single Hopeless Romantic - 2020: für die Single Something New - 2020: für die Single Molly - 2023: für die Single The Thrill - 2024: für die Single Promises - 2024: für die Single You and Your Friends - 2024: für das Lied Ass Drop - Vereinigtes Königreich - 2019: für die Single Black and Yellow - 2020: für die Single Feelin’ Myself - 2021: für die Single Young, Wild & Free - Deutschland - 2023: für die Single We Own It | - Belgien - 2016: für die Single See You Again - Dänemark - 2012: für das Streaming Young, Wild & Free - Italien - 2018: für die Single Sucker for Pain - Kanada - 2018: für die Single Or Nah - Neuseeland - 2023: für die Single Black and Yellow - Österreich - 2022: für die Single See You Again - Polen - 2023: für die Single Sucker for Pain - Portugal - 2021: für die Single Payphone - Schweden - 2012: für die Single Young, Wild & Free - Schweiz - 2015: für die Single See You Again - Spanien - 2016: für die Single See You Again - Vereinigte Staaten - 2013: für die Single No Sleep - 2014: für die Single Work Hard, Play Hard - 2016: für die Single Roll Up - 2016: für das Album Rolling Papers - 2022: für die Single Hate Bein’ Sober - 2024: für die Single So High - Vereinigtes Königreich - 2025: für die Single Or Nah - 2025: für die Single Sucker for Pain - Deutschland - 2022: für die Single Young, Wild & Free - Mexiko - 2016: für die Single Payphone - Australien - 2021: für die Single We Own It - Brasilien - 2024: für die Single 23 - Dänemark - 2012: für das Streaming Payphone - 2016: für die Single See You Again - Italien - 2019: für die Single Young, Wild & Free - 2024: für die Single Payphone - Kanada - 2013: für die Single Young, Wild & Free - 2013: für die Single Black and Yellow - Neuseeland - 2022: für die Single Sucker for Pain - Schweden - 2015: für die Single See You Again - Spanien - 2025: für die Single Payphone - Vereinigte Staaten - 2018: für die Single Sucker for Pain - 2022: für die Single We Own It - 2024: für die Single We Dem Boyz - Polen - 2023: für die Single See You Again - Vereinigte Staaten - 2022: für die Single 23 - Vereinigtes Königreich - 2023: für die Single See You Again - 2025: für die Single Payphone - Australien - 2018: für die Single Young, Wild & Free - Italien - 2017: für die Single See You Again - Kanada - 2014: für die Single Payphone - Neuseeland - 2024: für die Single Payphone - Norwegen - 2015: für die Single See You Again - Neuseeland - 2023: für die Single See You Again - 2025: für die Single Young, Wild & Free - Vereinigte Staaten - 2016: für die Single Black and Yellow - 2019: für die Single Young, Wild & Free - 2020: für die Single Or Nah - Australien - 2018: für die Single See You Again - Vereinigte Staaten - 2018: für die Single Payphone - Australien - 2024: für die Single Payphone - Vereinigte Staaten - 2023: für die Single See You Again - Deutschland - 2022: für die Single See You Again - Kanada - 2022: für die Single See You Again - Brasilien - 2024: für die Single Payphone |

## Auszeichnungen nach Alben

### Rolling Papers
| Land/Region                  | Auszeichnungen für Musikverkäufe (Land/Region, Auszeichnung, Verkäufe) | Verkäufe  |
| ---------------------------- | ---------------------------------------------------------------------- | --------- |
| Dänemark (IFPI)              | Gold                                                                   | 10.000    |
| Kanada (MC)                  | Gold                                                                   | 40.000    |
| Neuseeland (RMNZ)            | Gold                                                                   | 7.500     |
| Vereinigte Staaten (RIAA)    | 2× Platin                                                              | 2.000.000 |
| Vereinigtes Königreich (BPI) | Silber                                                                 | 60.000    |
| Insgesamt                    | 1× Silber · 3× Gold · 2× Platin ·                                      | 2.117.500 |

### Mac & Devin Go to High School
| Land/Region               | Auszeichnungen für Musikverkäufe (Land/Region, Auszeichnung, Verkäufe) | Verkäufe |
| ------------------------- | ---------------------------------------------------------------------- | -------- |
| Neuseeland (RMNZ)         | Platin                                                                 | 15.000   |
| Vereinigte Staaten (RIAA) | Gold                                                                   | 500.000  |
| Insgesamt                 | 1× Gold · 1× Platin ·                                                  | 515.000  |

### O.N.I.F.C.
| Land/Region               | Auszeichnungen für Musikverkäufe (Land/Region, Auszeichnung, Verkäufe) | Verkäufe  |
| ------------------------- | ---------------------------------------------------------------------- | --------- |
| Vereinigte Staaten (RIAA) | Platin                                                                 | 1.000.000 |
| Insgesamt                 | 1× Platin ·                                                            | 1.000.000 |

### Blacc Hollywood
| Land/Region               | Auszeichnungen für Musikverkäufe (Land/Region, Auszeichnung, Verkäufe) | Verkäufe  |
| ------------------------- | ---------------------------------------------------------------------- | --------- |
| Dänemark (IFPI)           | Gold                                                                   | 10.000    |
| Kanada (MC)               | Gold                                                                   | 40.000    |
| Vereinigte Staaten (RIAA) | Platin                                                                 | 1.000.000 |
| Insgesamt                 | 2× Gold · 1× Platin ·                                                  | 1.050.000 |

### Rolling Papers 2
| Land/Region               | Auszeichnungen für Musikverkäufe (Land/Region, Auszeichnung, Verkäufe) | Verkäufe |
| ------------------------- | ---------------------------------------------------------------------- | -------- |
| Vereinigte Staaten (RIAA) | Gold                                                                   | 500.000  |
| Insgesamt                 | 1× Gold ·                                                              | 500.000  |

## Auszeichnungen nach Singles

### Say Yeah
| Land/Region               | Auszeichnungen für Musikverkäufe (Land/Region, Auszeichnung, Verkäufe) | Verkäufe |
| ------------------------- | ---------------------------------------------------------------------- | -------- |
| Vereinigte Staaten (RIAA) | Gold                                                                   | 500.000  |
| Insgesamt                 | 1× Gold ·                                                              | 500.000  |

### Black and Yellow
| Land/Region                  | Auszeichnungen für Musikverkäufe (Land/Region, Auszeichnung, Verkäufe) | Verkäufe  |
| ---------------------------- | ---------------------------------------------------------------------- | --------- |
| Australien (ARIA)            | Platin                                                                 | 70.000    |
| Dänemark (IFPI)              | Platin                                                                 | 90.000    |
| Deutschland (BVMI)           | Gold                                                                   | 150.000   |
| Frankreich (SNEP)            | Platin                                                                 | 200.000   |
| Italien (FIMI)               | Platin                                                                 | 50.000    |
| Kanada (MC)                  | 3× Platin                                                              | 240.000   |
| Neuseeland (RMNZ)            | 2× Platin                                                              | 60.000    |
| Schweden (IFPI)              | Platin                                                                 | 40.000    |
| Vereinigte Staaten (RIAA)    | 6× Platin                                                              | 6.000.000 |
| Vereinigtes Königreich (BPI) | Platin                                                                 | 600.000   |
| Insgesamt                    | 1× Gold · 17× Platin ·                                                 | 7.500.000 |

### Roll Up
| Land/Region               | Auszeichnungen für Musikverkäufe (Land/Region, Auszeichnung, Verkäufe) | Verkäufe  |
| ------------------------- | ---------------------------------------------------------------------- | --------- |
| Vereinigte Staaten (RIAA) | 2× Platin                                                              | 2.000.000 |
| Insgesamt                 | 2× Platin ·                                                            | 2.000.000 |

### When I’m Gone
| Land/Region               | Auszeichnungen für Musikverkäufe (Land/Region, Auszeichnung, Verkäufe) | Verkäufe  |
| ------------------------- | ---------------------------------------------------------------------- | --------- |
| Vereinigte Staaten (RIAA) | Platin                                                                 | 1.000.000 |
| Insgesamt                 | 1× Platin ·                                                            | 1.000.000 |

### Till I’m Gone
| Land/Region                  | Auszeichnungen für Musikverkäufe (Land/Region, Auszeichnung, Verkäufe) | Verkäufe |
| ---------------------------- | ---------------------------------------------------------------------- | -------- |
| Vereinigtes Königreich (BPI) | Silber                                                                 | 200.000  |
| Insgesamt                    | 1× Silber ·                                                            | 200.000  |

### On My Level
| Land/Region               | Auszeichnungen für Musikverkäufe (Land/Region, Auszeichnung, Verkäufe) | Verkäufe  |
| ------------------------- | ---------------------------------------------------------------------- | --------- |
| Vereinigte Staaten (RIAA) | Platin                                                                 | 1.000.000 |
| Insgesamt                 | 1× Platin ·                                                            | 1.000.000 |

### High
| Land/Region               | Auszeichnungen für Musikverkäufe (Land/Region, Auszeichnung, Verkäufe) | Verkäufe |
| ------------------------- | ---------------------------------------------------------------------- | -------- |
| Vereinigte Staaten (RIAA) | Gold                                                                   | 500.000  |
| Insgesamt                 | 1× Gold ·                                                              | 500.000  |

### No Sleep
| Land/Region               | Auszeichnungen für Musikverkäufe (Land/Region, Auszeichnung, Verkäufe) | Verkäufe  |
| ------------------------- | ---------------------------------------------------------------------- | --------- |
| Kanada (MC)               | Gold                                                                   | 40.000    |
| Neuseeland (RMNZ)         | Gold                                                                   | 7.500     |
| Vereinigte Staaten (RIAA) | 2× Platin                                                              | 2.000.000 |
| Insgesamt                 | 2× Gold · 2× Platin ·                                                  | 2.047.500 |

### 5 O’Clock
| Land/Region                  | Auszeichnungen für Musikverkäufe (Land/Region, Auszeichnung, Verkäufe) | Verkäufe |
| ---------------------------- | ---------------------------------------------------------------------- | -------- |
| Australien (ARIA)            | Gold                                                                   | 35.000   |
| Kanada (MC)                  | Platin                                                                 | 80.000   |
| Vereinigtes Königreich (BPI) | Silber                                                                 | 200.000  |
| Insgesamt                    | 1× Silber · 1× Gold · 1× Platin ·                                      | 315.000  |

### Young, Wild & Free
| Land/Region                  | Auszeichnungen für Musikverkäufe (Land/Region, Auszeichnung, Verkäufe) | Verkäufe  |
| ---------------------------- | ---------------------------------------------------------------------- | --------- |
| Australien (ARIA)            | 5× Platin                                                              | 350.000   |
| Belgien (BRMA)               | Gold                                                                   | 15.000    |
| Dänemark (IFPI)              | Gold                                                                   | 15.000    |
| Deutschland (BVMI)           | 5× Gold                                                                | 750.000   |
| Frankreich (SNEP)            | —                                                                      | 69.900    |
| Kanada (MC)                  | 3× Platin                                                              | 240.000   |
| Italien (FIMI)               | 3× Platin                                                              | 150.000   |
| Mexiko (AMPROFON)            | Gold                                                                   | 30.000    |
| Neuseeland (RMNZ)            | 6× Platin                                                              | 180.000   |
| Österreich (IFPI)            | Gold                                                                   | 15.000    |
| Schweden (IFPI)              | 2× Platin                                                              | 80.000    |
| Schweiz (IFPI)               | Gold                                                                   | 15.000    |
| Spanien (Promusicae)         | Platin                                                                 | 60.000    |
| Vereinigte Staaten (RIAA)    | 6× Platin                                                              | 6.000.000 |
| Vereinigtes Königreich (BPI) | Platin                                                                 | 600.000   |
| Insgesamt                    | 6× Gold · 29× Platin ·                                                 | 8.569.900 |

### Till I Die
| Land/Region               | Auszeichnungen für Musikverkäufe (Land/Region, Auszeichnung, Verkäufe) | Verkäufe |
| ------------------------- | ---------------------------------------------------------------------- | -------- |
| Vereinigte Staaten (RIAA) | Gold                                                                   | 500.000  |
| Insgesamt                 | 1× Gold ·                                                              | 500.000  |

### Payphone
| Land/Region                  | Auszeichnungen für Musikverkäufe (Land/Region, Auszeichnung, Verkäufe) | Verkäufe   |
| ---------------------------- | ---------------------------------------------------------------------- | ---------- |
| Australien (ARIA)            | 13× Platin                                                             | 910.000    |
| Brasilien (PMB)              | 3× Diamant                                                             | 750.000    |
| Dänemark (IFPI)              | Platin                                                                 | 30.000     |
| Deutschland (BVMI)           | Platin                                                                 | 300.000    |
| Frankreich (SNEP)            | —                                                                      | 77.900     |
| Italien (FIMI)               | 3× Platin                                                              | 300.000    |
| Japan (RIAJ)                 | Platin                                                                 | 250.000    |
| Kanada (MC)                  | 5× Platin                                                              | 400.000    |
| Mexiko (AMPROFON)            | 3× Gold                                                                | 150.000    |
| Neuseeland (RMNZ)            | 5× Platin                                                              | 150.000    |
| Österreich (IFPI)            | Gold                                                                   | 15.000     |
| Portugal (AFP)               | 2× Platin                                                              | 20.000     |
| Schweiz (IFPI)               | Platin                                                                 | 30.000     |
| Spanien (Promusicae)         | 3× Platin                                                              | 180.000    |
| Vereinigte Staaten (RIAA)    | 7× Platin                                                              | 7.000.000  |
| Vereinigtes Königreich (BPI) | 4× Platin                                                              | 2.400.000  |
| Insgesamt                    | 2× Gold · 47× Platin · 3× Diamant ·                                    | 12.962.900 |

### Work Hard, Play Hard
| Land/Region               | Auszeichnungen für Musikverkäufe (Land/Region, Auszeichnung, Verkäufe) | Verkäufe  |
| ------------------------- | ---------------------------------------------------------------------- | --------- |
| Kanada (MC)               | Gold                                                                   | 40.000    |
| Vereinigte Staaten (RIAA) | 2× Platin                                                              | 2.000.000 |
| Insgesamt                 | 1× Gold · 2× Platin ·                                                  | 2.040.000 |

### Remember You
| Land/Region               | Auszeichnungen für Musikverkäufe (Land/Region, Auszeichnung, Verkäufe) | Verkäufe  |
| ------------------------- | ---------------------------------------------------------------------- | --------- |
| Vereinigte Staaten (RIAA) | Platin                                                                 | 1.000.000 |
| Insgesamt                 | 1× Platin ·                                                            | 1.000.000 |

### Hate Bein’ Sober
| Land/Region               | Auszeichnungen für Musikverkäufe (Land/Region, Auszeichnung, Verkäufe) | Verkäufe  |
| ------------------------- | ---------------------------------------------------------------------- | --------- |
| Vereinigte Staaten (RIAA) | 2× Platin                                                              | 2.000.000 |
| Insgesamt                 | 2× Platin ·                                                            | 2.000.000 |

### Molly
| Land/Region               | Auszeichnungen für Musikverkäufe (Land/Region, Auszeichnung, Verkäufe) | Verkäufe  |
| ------------------------- | ---------------------------------------------------------------------- | --------- |
| Vereinigte Staaten (RIAA) | Platin                                                                 | 1.000.000 |
| Insgesamt                 | 1× Platin ·                                                            | 1.000.000 |

### Beat It
| Land/Region       | Auszeichnungen für Musikverkäufe (Land/Region, Auszeichnung, Verkäufe) | Verkäufe |
| ----------------- | ---------------------------------------------------------------------- | -------- |
| Australien (ARIA) | Gold                                                                   | 35.000   |
| Insgesamt         | 1× Gold ·                                                              | 35.000   |

### We Own It
| Land/Region                  | Auszeichnungen für Musikverkäufe (Land/Region, Auszeichnung, Verkäufe) | Verkäufe  |
| ---------------------------- | ---------------------------------------------------------------------- | --------- |
| Australien (ARIA)            | 3× Platin                                                              | 210.000   |
| Brasilien (PMB)              | Platin                                                                 | 60.000    |
| Deutschland (BVMI)           | 3× Gold                                                                | 450.000   |
| Frankreich (SNEP)            | —                                                                      | 34.500    |
| Italien (FIMI)               | Gold                                                                   | 50.000    |
| Neuseeland (RMNZ)            | Platin                                                                 | 15.000    |
| Schweden (IFPI)              | Gold                                                                   | 20.000    |
| Vereinigte Staaten (RIAA)    | 3× Platin                                                              | 3.000.000 |
| Vereinigtes Königreich (BPI) | Gold                                                                   | 400.000   |
| Insgesamt                    | 4× Gold · 9× Platin ·                                                  | 4.239.500 |

### 23
| Land/Region                  | Auszeichnungen für Musikverkäufe (Land/Region, Auszeichnung, Verkäufe) | Verkäufe  |
| ---------------------------- | ---------------------------------------------------------------------- | --------- |
| Brasilien (PMB)              | 3× Platin                                                              | 180.000   |
| Deutschland (BVMI)           | Gold                                                                   | 150.000   |
| Schweden (IFPI)              | Gold                                                                   | 20.000    |
| Vereinigte Staaten (RIAA)    | 4× Platin                                                              | 4.000.000 |
| Vereinigtes Königreich (BPI) | Silber                                                                 | 200.000   |
| Insgesamt                    | 1× Silber · 2× Gold · 7× Platin ·                                      | 4.550.000 |

### Feelin’ Myself
| Land/Region                  | Auszeichnungen für Musikverkäufe (Land/Region, Auszeichnung, Verkäufe) | Verkäufe |
| ---------------------------- | ---------------------------------------------------------------------- | -------- |
| Brasilien (PMB)              | Gold                                                                   | 30.000   |
| Neuseeland (RMNZ)            | Platin                                                                 | 15.000   |
| Schweden (IFPI)              | Gold                                                                   | 20.000   |
| Vereinigtes Königreich (BPI) | Platin                                                                 | 600.000  |
| Insgesamt                    | 2× Gold · 2× Platin ·                                                  | 665.000  |

### Or Nah
| Land/Region                  | Auszeichnungen für Musikverkäufe (Land/Region, Auszeichnung, Verkäufe) | Verkäufe  |
| ---------------------------- | ---------------------------------------------------------------------- | --------- |
| Dänemark (IFPI)              | Platin                                                                 | 90.000    |
| Italien (FIMI)               | Gold                                                                   | 50.000    |
| Kanada (MC)                  | 2× Platin                                                              | 160.000   |
| Neuseeland (RMNZ)            | Gold                                                                   | 15.000    |
| Spanien (Promusicae)         | Gold                                                                   | 30.000    |
| Vereinigte Staaten (RIAA)    | 6× Platin                                                              | 6.000.000 |
| Vereinigtes Königreich (BPI) | 2× Platin                                                              | 1.200.000 |
| Insgesamt                    | 3× Gold · 11× Platin ·                                                 | 7.545.000 |

### We Dem Boyz
| Land/Region                  | Auszeichnungen für Musikverkäufe (Land/Region, Auszeichnung, Verkäufe) | Verkäufe  |
| ---------------------------- | ---------------------------------------------------------------------- | --------- |
| Dänemark (IFPI)              | Gold                                                                   | 45.000    |
| Kanada (MC)                  | Platin                                                                 | 80.000    |
| Vereinigte Staaten (RIAA)    | 3× Platin                                                              | 3.000.000 |
| Vereinigtes Königreich (BPI) | Silber                                                                 | 200.000   |
| Insgesamt                    | 1× Silber · 1× Gold · 4× Platin ·                                      | 3.325.000 |

### You and Your Friends
| Land/Region               | Auszeichnungen für Musikverkäufe (Land/Region, Auszeichnung, Verkäufe) | Verkäufe  |
| ------------------------- | ---------------------------------------------------------------------- | --------- |
| Vereinigte Staaten (RIAA) | Platin                                                                 | 1.000.000 |
| Insgesamt                 | 1× Platin ·                                                            | 1.000.000 |

### Shell Shocked
| Land/Region               | Auszeichnungen für Musikverkäufe (Land/Region, Auszeichnung, Verkäufe) | Verkäufe  |
| ------------------------- | ---------------------------------------------------------------------- | --------- |
| Vereinigte Staaten (RIAA) | Platin                                                                 | 1.000.000 |
| Insgesamt                 | 1× Platin ·                                                            | 1.000.000 |

### Stayin Out All Night
| Land/Region               | Auszeichnungen für Musikverkäufe (Land/Region, Auszeichnung, Verkäufe) | Verkäufe |
| ------------------------- | ---------------------------------------------------------------------- | -------- |
| Vereinigte Staaten (RIAA) | Gold                                                                   | 500.000  |
| Insgesamt                 | 1× Gold ·                                                              | 500.000  |

### Promises
| Land/Region               | Auszeichnungen für Musikverkäufe (Land/Region, Auszeichnung, Verkäufe) | Verkäufe  |
| ------------------------- | ---------------------------------------------------------------------- | --------- |
| Vereinigte Staaten (RIAA) | Platin                                                                 | 1.000.000 |
| Insgesamt                 | 1× Platin ·                                                            | 1.000.000 |

### So High
| Land/Region               | Auszeichnungen für Musikverkäufe (Land/Region, Auszeichnung, Verkäufe) | Verkäufe  |
| ------------------------- | ---------------------------------------------------------------------- | --------- |
| Vereinigte Staaten (RIAA) | 2× Platin                                                              | 2.000.000 |
| Insgesamt                 | 2× Platin ·                                                            | 2.000.000 |

### Go Hard or Go Home
| Land/Region               | Auszeichnungen für Musikverkäufe (Land/Region, Auszeichnung, Verkäufe) | Verkäufe |
| ------------------------- | ---------------------------------------------------------------------- | -------- |
| Vereinigte Staaten (RIAA) | Gold                                                                   | 500.000  |
| Insgesamt                 | 1× Gold ·                                                              | 500.000  |

### See You Again
| Land/Region                  | Auszeichnungen für Musikverkäufe (Land/Region, Auszeichnung, Verkäufe) | Verkäufe   |
| ---------------------------- | ---------------------------------------------------------------------- | ---------- |
| Australien (ARIA)            | 7× Platin                                                              | 490.000    |
| Belgien (BRMA)               | 2× Platin                                                              | 60.000     |
| Dänemark (IFPI)              | 3× Platin                                                              | 180.000    |
| Deutschland (BVMI)           | Diamant                                                                | 1.000.000  |
| Frankreich (SNEP)            | Gold                                                                   | 337.000    |
| Irland (IRMA)                | Platin                                                                 | 15.000     |
| Italien (FIMI)               | 5× Platin                                                              | 250.000    |
| Japan (RIAJ)                 | Platin                                                                 | 250.000    |
| Kanada (MC)                  | Diamant                                                                | 800.000    |
| Mexiko (AMPROFON)            | Platin                                                                 | 60.000     |
| Neuseeland (RMNZ)            | 6× Platin                                                              | 180.000    |
| Niederlande (NVPI)           | Platin                                                                 | 30.000     |
| Norwegen (IFPI)              | 5× Platin                                                              | 200.000    |
| Österreich (IFPI)            | 2× Platin                                                              | 60.000     |
| Polen (ZPAV)                 | 4× Platin                                                              | 200.000    |
| Portugal (AFP)               | Platin                                                                 | 10.000     |
| Schweden (IFPI)              | 3× Platin                                                              | 120.000    |
| Schweiz (IFPI)               | 2× Platin                                                              | 60.000     |
| Spanien (Promusicae)         | 2× Platin                                                              | 80.000     |
| Vereinigte Staaten (RIAA)    | 14× Platin                                                             | 14.000.000 |
| Vereinigtes Königreich (BPI) | 4× Platin                                                              | 2.400.000  |
| Insgesamt                    | 1× Gold · 54× Platin · 3× Diamant ·                                    | 20.782.000 |

### King of Everything
| Land/Region               | Auszeichnungen für Musikverkäufe (Land/Region, Auszeichnung, Verkäufe) | Verkäufe |
| ------------------------- | ---------------------------------------------------------------------- | -------- |
| Vereinigte Staaten (RIAA) | Gold                                                                   | 500.000  |
| Insgesamt                 | 1× Gold ·                                                              | 500.000  |

### Bake Sale
| Land/Region               | Auszeichnungen für Musikverkäufe (Land/Region, Auszeichnung, Verkäufe) | Verkäufe |
| ------------------------- | ---------------------------------------------------------------------- | -------- |
| Vereinigte Staaten (RIAA) | Gold                                                                   | 500.000  |
| Insgesamt                 | 1× Gold ·                                                              | 500.000  |

### Pull Up
| Land/Region               | Auszeichnungen für Musikverkäufe (Land/Region, Auszeichnung, Verkäufe) | Verkäufe |
| ------------------------- | ---------------------------------------------------------------------- | -------- |
| Vereinigte Staaten (RIAA) | Gold                                                                   | 500.000  |
| Insgesamt                 | 1× Gold ·                                                              | 500.000  |

### Sucker for Pain
| Land/Region                  | Auszeichnungen für Musikverkäufe (Land/Region, Auszeichnung, Verkäufe) | Verkäufe  |
| ---------------------------- | ---------------------------------------------------------------------- | --------- |
| Australien (ARIA)            | Platin                                                                 | 70.000    |
| Belgien (BRMA)               | Gold                                                                   | 15.000    |
| Dänemark (IFPI)              | Platin                                                                 | 90.000    |
| Deutschland (BVMI)           | Platin                                                                 | 400.000   |
| Frankreich (SNEP)            | Platin                                                                 | 133.333   |
| Italien (FIMI)               | 2× Platin                                                              | 100.000   |
| Neuseeland (RMNZ)            | 3× Platin                                                              | 90.000    |
| Polen (ZPAV)                 | 2× Platin                                                              | 100.000   |
| Portugal (AFP)               | Platin                                                                 | 10.000    |
| Schweiz (IFPI)               | Gold                                                                   | 15.000    |
| Spanien (Promusicae)         | Platin                                                                 | 60.000    |
| Vereinigte Staaten (RIAA)    | 3× Platin                                                              | 3.000.000 |
| Vereinigtes Königreich (BPI) | 2× Platin                                                              | 1.200.000 |
| Insgesamt                    | 2× Gold · 18× Platin ·                                                 | 5.283.333 |

### Gang Up
| Land/Region               | Auszeichnungen für Musikverkäufe (Land/Region, Auszeichnung, Verkäufe) | Verkäufe |
| ------------------------- | ---------------------------------------------------------------------- | -------- |
| Vereinigte Staaten (RIAA) | Gold                                                                   | 500.000  |
| Insgesamt                 | 1× Gold ·                                                              | 500.000  |

### Something New
| Land/Region               | Auszeichnungen für Musikverkäufe (Land/Region, Auszeichnung, Verkäufe) | Verkäufe  |
| ------------------------- | ---------------------------------------------------------------------- | --------- |
| Neuseeland (RMNZ)         | Platin                                                                 | 30.000    |
| Vereinigte Staaten (RIAA) | Platin                                                                 | 1.000.000 |
| Insgesamt                 | 2× Platin ·                                                            | 1.030.000 |

### When I Grow Up
| Land/Region    | Auszeichnungen für Musikverkäufe (Land/Region, Auszeichnung, Verkäufe) | Verkäufe |
| -------------- | ---------------------------------------------------------------------- | -------- |
| Belgien (BRMA) | Gold                                                                   | 20.000   |
| Insgesamt      | 1× Gold ·                                                              | 20.000   |

### Hopeless Romantic
| Land/Region               | Auszeichnungen für Musikverkäufe (Land/Region, Auszeichnung, Verkäufe) | Verkäufe  |
| ------------------------- | ---------------------------------------------------------------------- | --------- |
| Neuseeland (RMNZ)         | Gold                                                                   | 15.000    |
| Vereinigte Staaten (RIAA) | Platin                                                                 | 1.000.000 |
| Insgesamt                 | 1× Gold · 1× Platin ·                                                  | 1.015.000 |

### Fr Fr
| Land/Region               | Auszeichnungen für Musikverkäufe (Land/Region, Auszeichnung, Verkäufe) | Verkäufe |
| ------------------------- | ---------------------------------------------------------------------- | -------- |
| Vereinigte Staaten (RIAA) | Gold                                                                   | 500.000  |
| Insgesamt                 | 1× Gold ·                                                              | 500.000  |

### The Thrill
| Land/Region                  | Auszeichnungen für Musikverkäufe (Land/Region, Auszeichnung, Verkäufe) | Verkäufe  |
| ---------------------------- | ---------------------------------------------------------------------- | --------- |
| Dänemark (IFPI)              | Gold                                                                   | 45.000    |
| Vereinigte Staaten (RIAA)    | Platin                                                                 | 1.000.000 |
| Vereinigtes Königreich (BPI) | Silber                                                                 | 200.000   |
| Insgesamt                    | 1× Silber · 1× Gold · 1× Platin ·                                      | 1.245.000 |

## Auszeichnungen nach Liedern

### Up
| Land/Region               | Auszeichnungen für Musikverkäufe (Land/Region, Auszeichnung, Verkäufe) | Verkäufe |
| ------------------------- | ---------------------------------------------------------------------- | -------- |
| Vereinigte Staaten (RIAA) | Gold                                                                   | 500.000  |
| Insgesamt                 | 1× Gold ·                                                              | 500.000  |

### Medicated
| Land/Region               | Auszeichnungen für Musikverkäufe (Land/Region, Auszeichnung, Verkäufe) | Verkäufe |
| ------------------------- | ---------------------------------------------------------------------- | -------- |
| Vereinigte Staaten (RIAA) | Gold                                                                   | 500.000  |
| Insgesamt                 | 1× Gold ·                                                              | 500.000  |

### Taylor Gang
| Land/Region               | Auszeichnungen für Musikverkäufe (Land/Region, Auszeichnung, Verkäufe) | Verkäufe |
| ------------------------- | ---------------------------------------------------------------------- | -------- |
| Vereinigte Staaten (RIAA) | Gold                                                                   | 500.000  |
| Insgesamt                 | 1× Gold ·                                                              | 500.000  |

### Ass Drop
| Land/Region               | Auszeichnungen für Musikverkäufe (Land/Region, Auszeichnung, Verkäufe) | Verkäufe  |
| ------------------------- | ---------------------------------------------------------------------- | --------- |
| Vereinigte Staaten (RIAA) | Platin                                                                 | 1.000.000 |
| Insgesamt                 | 1× Platin ·                                                            | 1.000.000 |

### KK
| Land/Region               | Auszeichnungen für Musikverkäufe (Land/Region, Auszeichnung, Verkäufe) | Verkäufe |
| ------------------------- | ---------------------------------------------------------------------- | -------- |
| Vereinigte Staaten (RIAA) | Gold                                                                   | 500.000  |
| Insgesamt                 | 1× Gold ·                                                              | 500.000  |

### On The River
| Land/Region               | Auszeichnungen für Musikverkäufe (Land/Region, Auszeichnung, Verkäufe) | Verkäufe |
| ------------------------- | ---------------------------------------------------------------------- | -------- |
| Vereinigte Staaten (RIAA) | Gold                                                                   | 500.000  |
| Insgesamt                 | 1× Gold ·                                                              | 500.000  |

### Real Rich
| Land/Region               | Auszeichnungen für Musikverkäufe (Land/Region, Auszeichnung, Verkäufe) | Verkäufe |
| ------------------------- | ---------------------------------------------------------------------- | -------- |
| Vereinigte Staaten (RIAA) | Gold                                                                   | 500.000  |
| Insgesamt                 | 1× Gold ·                                                              | 500.000  |

### Indica Badu
| Land/Region               | Auszeichnungen für Musikverkäufe (Land/Region, Auszeichnung, Verkäufe) | Verkäufe |
| ------------------------- | ---------------------------------------------------------------------- | -------- |
| Vereinigte Staaten (RIAA) | Gold                                                                   | 500.000  |
| Insgesamt                 | 1× Gold ·                                                              | 500.000  |

### The Count
| Land/Region               | Auszeichnungen für Musikverkäufe (Land/Region, Auszeichnung, Verkäufe) | Verkäufe |
| ------------------------- | ---------------------------------------------------------------------- | -------- |
| Vereinigte Staaten (RIAA) | Gold                                                                   | 500.000  |
| Insgesamt                 | 1× Gold ·                                                              | 500.000  |

## Auszeichnungen nach Musikstreamings

### Black and Yellow
| Land/Region     | Auszeichnungen für Musikverkäufe (Land/Region, Auszeichnung, Verkäufe) | Verkäufe |
| --------------- | ---------------------------------------------------------------------- | -------- |
| Dänemark (IFPI) | Gold                                                                   | 900.000  |
| Insgesamt       | 1× Gold ·                                                              | 900.000  |

### No Sleep
| Land/Region     | Auszeichnungen für Musikverkäufe (Land/Region, Auszeichnung, Verkäufe) | Verkäufe |
| --------------- | ---------------------------------------------------------------------- | -------- |
| Dänemark (IFPI) | Gold                                                                   | 900.000  |
| Insgesamt       | 1× Gold ·                                                              | 900.000  |

### Young, Wild & Free
| Land/Region     | Auszeichnungen für Musikverkäufe (Land/Region, Auszeichnung, Verkäufe) | Verkäufe  |
| --------------- | ---------------------------------------------------------------------- | --------- |
| Dänemark (IFPI) | 2× Platin                                                              | 1.800.000 |
| Insgesamt       | 2× Platin ·                                                            | 1.800.000 |

### Payphone
| Land/Region     | Auszeichnungen für Musikverkäufe (Land/Region, Auszeichnung, Verkäufe) | Verkäufe    |
| --------------- | ---------------------------------------------------------------------- | ----------- |
| Dänemark (IFPI) | 3× Platin                                                              | 7.800.000   |
| Japan (RIAJ)    | Platin                                                                 | 100.000.000 |
| Insgesamt       | 4× Platin ·                                                            | 107.800.000 |

### Feelin’ Myself
| Land/Region     | Auszeichnungen für Musikverkäufe (Land/Region, Auszeichnung, Verkäufe) | Verkäufe |
| --------------- | ---------------------------------------------------------------------- | -------- |
| Dänemark (IFPI) | Gold                                                                   | 900.000  |
| Insgesamt       | 1× Gold ·                                                              | 900.000  |

### We Own It
| Land/Region     | Auszeichnungen für Musikverkäufe (Land/Region, Auszeichnung, Verkäufe) | Verkäufe |
| --------------- | ---------------------------------------------------------------------- | -------- |
| Dänemark (IFPI) | Gold                                                                   | 900.000  |
| Insgesamt       | 1× Gold ·                                                              | 900.000  |

### See You Again
| Land/Region  | Auszeichnungen für Musikverkäufe (Land/Region, Auszeichnung, Verkäufe) | Verkäufe    |
| ------------ | ---------------------------------------------------------------------- | ----------- |
| Japan (RIAJ) | Platin                                                                 | 100.000.000 |
| Insgesamt    | 1× Platin ·                                                            | 100.000.000 |

## Statistik und Quellen
| Land/RegionAuszeichnungen für Musikverkäufe (Land/Region, Auszeichnungen, Verkäufe, Quellen) | Silber     | Gold       | Platin         | Diamant     | Verkäufe   | Quellen                     |
| -------------------------------------------------------------------------------------------- | ---------- | ---------- | -------------- | ----------- | ---------- | --------------------------- |
| Australien (ARIA)                                                                            | —          | 2× Gold2   | 30× Platin30   | —           | 2.170.000  | aria.com.au                 |
| Belgien (BRMA)                                                                               | —          | 3× Gold3   | 2× Platin2     | —           | 110.000    | ultratop.be                 |
| Brasilien (PMB)                                                                              | —          | Gold1      | 4× Platin4     | 3× Diamant3 | 1.020.000  | pro-musicabr.org.br BR2 BR3 |
| Dänemark (IFPI)                                                                              | —          | 8× Gold8   | 13× Platin13   | —           | 605.000    | ifpi.dk                     |
| Deutschland (BVMI)                                                                           | —          | 4× Gold4   | 5× Platin5     | Diamant1    | 3.200.000  | musikindustrie.de           |
| Frankreich (SNEP)                                                                            | —          | Gold1      | 2× Platin2     | —           | 752.633    | snepmusique.com             |
| Irland (IRMA)                                                                                | —          | —          | Platin1        | —           | 15.000     | Einzelnachweise             |
| Italien (FIMI)                                                                               | —          | 2× Gold2   | 14× Platin14   | —           | 950.000    | fimi.it                     |
| Japan (RIAJ)                                                                                 | —          | —          | 4× Platin4     | —           | 500.000    | riaj.or.jp JP2              |
| Kanada (MC)                                                                                  | —          | 4× Gold4   | 15× Platin15   | Diamant1    | 2.160.000  | musiccanada.com             |
| Mexiko (AMPROFON)                                                                            | —          | 3× Gold3   | 2× Platin2     | —           | 240.000    | amprofon.com.mx             |
| Neuseeland (RMNZ)                                                                            | —          | 4× Gold4   | 26× Platin26   | —           | 780.000    | radioscope.co.nz NZ2        |
| Niederlande (NVPI)                                                                           | —          | —          | Platin1        | —           | 30.000     | nvpi.nl                     |
| Norwegen (IFPI)                                                                              | —          | —          | 5× Platin5     | —           | 200.000    | ifpi.no                     |
| Österreich (IFPI)                                                                            | —          | 2× Gold2   | 2× Platin2     | —           | 90.000     | ifpi.at                     |
| Polen (ZPAV)                                                                                 | —          | —          | 6× Platin6     | —           | 300.000    | olis.pl                     |
| Portugal (AFP)                                                                               | —          | —          | 4× Platin4     | —           | 40.000     | Einzelnachweise             |
| Schweden (IFPI)                                                                              | —          | 3× Gold3   | 6× Platin6     | —           | 300.000    | sverigetopplistan.se        |
| Schweiz (IFPI)                                                                               | —          | 2× Gold2   | 3× Platin3     | —           | 120.000    | hitparade.ch                |
| Spanien (Promusicae)                                                                         | —          | Gold1      | 7× Platin7     | —           | 410.000    | elportaldemusica.es         |
| Vereinigte Staaten (RIAA)                                                                    | —          | 20× Gold20 | 67× Platin67   | Diamant1    | 86.950.000 | riaa.com                    |
| Vereinigtes Königreich (BPI)                                                                 | 6× Silber6 | Gold1      | 15× Platin15   | —           | 10.460.000 | bpi.co.uk                   |
| Insgesamt                                                                                    | 6× Silber6 | 61× Gold61 | 234× Platin234 | 6× Diamant6 |            |                             |